# Mairie de Kouvola
La  Mairie de Kouvola (finnois : Kouvolan kaupungintalo) est un bâtiment situé au centre-ville de Kouvola en Finlande.

## Histoire
Le bâtiment conçu dans un style moderniste Juha Leiviskä et Bertel Saarnio est construit en 1969. 
La façade d'origine était en marbre mais depuis la restauration des années 2000 elle est en granite du Portugal.
L'hôtel de ville est considéré comme une œuvre importante de l'architecture finlandaise moderne et le groupe de travail Docomomo finlande l'a listé parmi ses sites architecturaux et environnementaux importants.
L'orcheste symphonique Kymi Sinfonietta reside dans la salle des fêtes de l'hôtel de ville. 
La mélodie de la cloche de la tour de l'horloge a été composé par Tauno Marttinen.